# Angelo Turconi (photographe)
Pour les articles homonymes, voir Angelo Turconi.
Angelo Turconi, né le 3 novembre 1938 à Inzago, est un photographe italien. Il a consacré l'essentiel de sa carrière à la République démocratique du Congo.

## Biographie
Fils d'artisan bottier, Angelo Turconi commence à travailler dans une imprimerie à l'âge de 14 ans. Après son service militaire, il effectue ses premiers grands voyages : Afrique du Nord, pourtour de la Méditerranée, puis Iran, Inde et Afghanistan.
Sa vie prend un premier tournant lorsqu'il part travailler comme imprimeur au Journal de Genève, en Suisse, en 1964. C'est là qu'il renforce son intérêt pour la photo.
En 1967, il achète une Land Rover d'occasion pour traverser le continent africain du nord au sud. Après une année de voyage, il arrive au bord du fleuve Congo en décembre 1968. Bloqué à Kinshasa, il s'y attarde et entreprend une série de projets photographiques. Séduit par le pays, il y reste finalement vingt ans. Il réalise quelques films pour le ministère de l'Agriculture et le ministère de l'Environnement du Zaïre, documente l'édification des barrages d'Inga sur le fleuve Congo, et entame une collaboration régulière avec l'Institut des musées nationaux. Photographe « attitré » d'autres institutions congolaises, il honore plusieurs commandes dans les années 1970 et 1980, notamment pour le Commissariat général au Tourisme et le ministère de la Culture, ainsi que pour des banques, brasseries et sociétés d'État.
Rentré en Europe en 1987, toujours actif dans le domaine de l'édition, Angelo Turconi retourne régulièrement au Congo pour y réaliser de nouvelles photographies. Il a publié plusieurs ouvrages, qui s'intéressent particulièrement à la culture, à la vie quotidienne et aux traditions des ethnies qui composent la nation congolaise. Il vit aujourd'hui entre la Belgique, l'Italie et le Congo.

## Publications
- Art Royal Kuba, textes de Joseph-Aurélien Cornet, Milan, Sipiel, 1982[4], 340 p.   (ISBN 88-380-0006-9).
- Zaïre : Peuples, art, culture, textes de Joseph-Aurélien Cornet, Anvers, Fonds Mercator, 1989, 406 p.   (ISBN 90-6153-217-5).
- Infini Congo : Au rythme de la nature et des peuples, textes de François Neyt, Milan, Silvana Editoriale, 2010, 400 p.   (ISBN 978-88-3661-856-9).
- Sur les pistes du Congo, introduction d'Isidore Ndaywel è Nziem, légendes de Lye M. Yoka, Oostkamp, Stichting Kunstboek, 2014, 240 p.   (ISBN 978-90-5856-508-2).
- Les Lunda, textes de Manuela Palmeirim, légendes de Guillaume Jan, Oostkamp, Stichting Kunstboek, 2017, 192 p.   (ISBN 978-90-5856-571-6)[5].
- Au cœur du Congo, préface de Lye M. Yoka, textes et légendes de Guillaume Jan, Oostkamp, Stichting Kunstboek, 2019, 260 p.   (ISBN 978-90-5856-592-1)[6].
- Les Tshokwe, préface de François Neyt, textes de Guillaume Jan et Félix U. Kaputu, légendes de Guillaume Jan, Oostkamp, Stichting Kunstboek, 2021, 192 p.   (ISBN 978-90-5856-666-9).

## Expositions
- 2021 : L'Esprit créatif, exposition permanente au Musée national de la RDC, à Kinshasa, avec Carol Beckwith et Angela Fisher[7].
- 2022 : L'Afrique centrale dans l'objectif. Cent ans de regards subjectifs. Expo collective avec les photographes Joseph Dardenne, Casimir Zagourski, Pierre Dandoy et Bernadette Vivuya, aux Archives de l'État, à Namur (Belgique)[8].